# Sesser
Sesser is een plaats (city) in de Amerikaanse staat Illinois, en valt bestuurlijk gezien onder Franklin County.

## Demografie
Bij de volkstelling in 2000 werd het aantal inwoners vastgesteld op 2128. In 2006 is het aantal inwoners door het United States Census Bureau geschat op 2141, een stijging van 13 (0,6%).

## Geografie
Volgens het United States Census Bureau beslaat de plaats een oppervlakte van 2,6 km², geheel bestaande uit land. Sesser ligt op ongeveer 140 m boven zeeniveau.

## Plaatsen in de nabije omgeving
De onderstaande figuur toont nabijgelegen plaatsen in een straal van 16 km rond Sesser.